# R Plus Seven
R Plus Seven è il sesto album in studio del musicista statunitense Oneohtrix Point Never, pubblicato nel 2013.

## Tracce
1. Boring Angel – 4:16
2. Americans – 5:17
3. He She – 1:32
4. Inside World – 3:53
5. Zebra – 6:44
6. Along – 5:23
7. Problem Areas – 3:06
8. Cryo – 2:47
9. Still Life – 4:53
10. Chrome Country – 5:05